# Chrysodeixis eriosoma
Chrysodeixis eriosoma là một loài bướm đêm trong họ Noctuidae.

## Hình ảnh

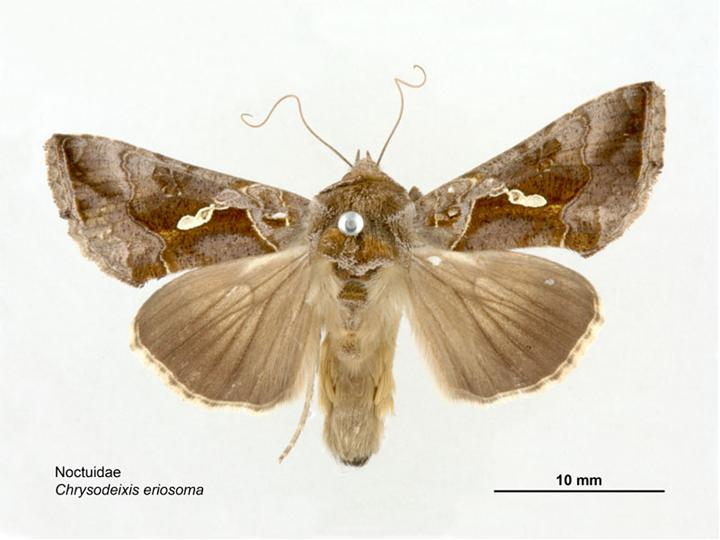
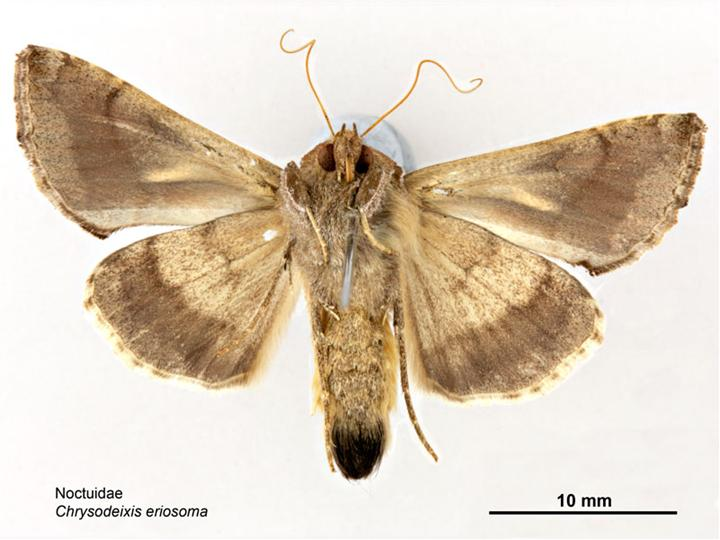
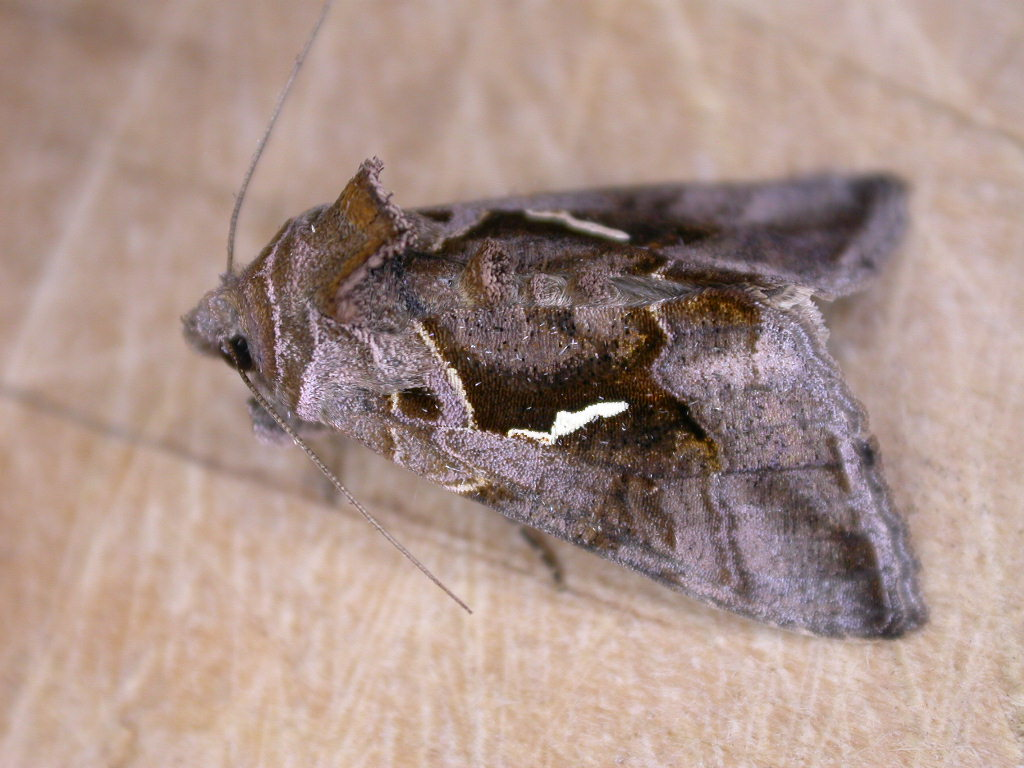
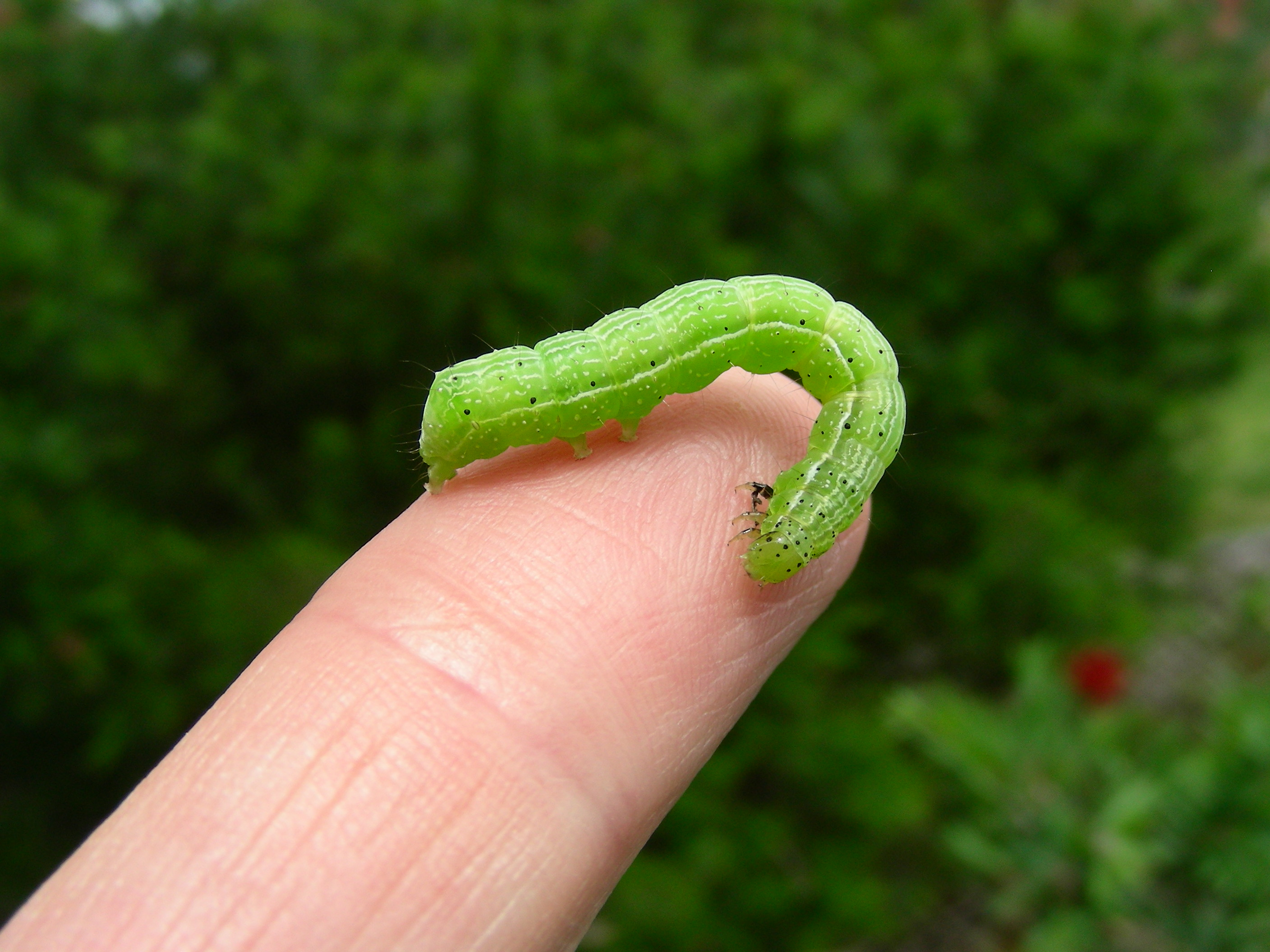